# Don Black (vit makt-aktivist)
För andra betydelser, se Don Black.
Stephen Donald (Don) Black, född 1953 i Athens i Alabama, är en amerikansk vit nationalist och vit makt-aktivist samt ägare till internetsajten Stormfront.
Don Black har en bakgrund som tidigare aktiv på ledande nivå i Ku Klux Klan och olika nazistiska grupper, bland annat American Nazi Party.
Don Black anses också ha varit inblandad i den så kallade Operation Red Dog i början av 1980-talet. Det handlade här om att medverka i en kupp i den karibiska övärlden som skulle ersätta en regim med en ny.